# 老挝人民革命青年团
老挝人民革命青年团是老挝人民革命党领导的青年组织，成立于1955年4月14日。成员年龄在15-30岁之间，成员在243,500名左右。该组织是世界民主青年联盟成员。
青年团亦领导老挝的少先队组织——十二月二日少年团（ເຍົາວະຊົນ 2 ທັນວາ）。

## 历史
该组织的前身是青年联合会（Youth Combatant Association），1955年成立老挝人民革命青年团。青年团参与了国家的教育建设和基础建设，并组织青年的文体活动等。

## 象征
- 成员身穿天蓝色制服，左臂带有刺绣团徽和JPRL字样，与自由德国青年团制服类似。[3]